# Џамија у Новој Махали
Џамија у Новој Махали је муслимански верски објекат који се налази у селу Нова Махала, у општини Васиљево.

## Галерија
- Поглед на џамију
- Поглед на џамију